# Quận San Mateo, California
Quận San Mateo là một quận trong tiểu bang California, Hoa Kỳ. Quận lỵ đóng tại thành phố Redwood City2. Theo Cục điều tra dân số Hoa Kỳ, dân số năm 2000 của quận này là 707.161 người 2.
San Mateo bao gồm trong khu vực thống kê đô thị San Francisco-Oakland-Hayward, và là một phần của Vùng Vịnh San Francisco, chín quận hạt giáp San Francisco Bay. Nó bao gồm hầu hết bán đảo San Francisco. Sân bay Quốc tế San Francisco nằm ở phía bắc của hạt, và thung lũng Silicon bắt đầu ở phía nam. Các khu vực xây dựng của quận đặc biệt là vùng ngoại ô với một số khu vực rất đô thị và là nơi sinh sống của nhiều trường đại học.

## Lịch sử
Quận San Mateo được thành lập vào năm 1856 sau khi Quận San Francisco, một trong 18 quận hạt ban đầu của tiểu bang kể từ thời bang California năm 1850, đã bị chia tách. Cho đến năm 1856, giới hạn thành phố San Francisco đã mở rộng ra phía tây tới đường Divisadero Street và Castro Street, và phía nam đến đường số 20. Để đối phó với tình trạng vô luật pháp và cảnh giác leo thang nhanh chóng giữa năm 1855 và 1856, chính quyền bang California đã quyết định chia quận. Một đường thẳng sau đó được vẽ qua mũi Bán Đảo San Francisco phía bắc của dãy núi San Bruno. Mọi thứ ở phía nam của tuyến trở thành quận San Mateo mới, trong khi mọi thứ phía bắc của tuyến này trở thành Thành phố và Hạt San Francisco mới, cho đến nay là thành phố củng cố thành phố ở California. Thành phố-quận San Francisco được thành lập bởi một dự luật được giới thiệu bởi Horace Hawes, được ký bởi Thống đốc vào ngày 19 tháng 4 năm 1856. Hạt San Mateo được chính thức tổ chức vào ngày 18 tháng 4 năm 1857 theo một dự luật được Thượng Nghị Sĩ T.G. đưa ra Phelps. Dự luật năm 1857 đã xác định ranh giới phía nam của hạt San Mateo như sau nhánh phía nam của suối San Francisquito đến nguồn của nó ở dãy núi Santa Cruz và do đó hướng về phía tây đến Thái Bình Dương và đặt tên thành phố Redwood là quận lỵ. Quận San Mateo sau đó được sáp nhập một phần của phía bắc Santa Cruz County vào tháng 3 năm 1868, bao gồm Pescadero và Pigeon Point 
Mặc dù dự luật thành lập có tên Redwood City là quận hạt, một cuộc bầu cử vào tháng 5 năm 1856 được đánh dấu bởi "những vụ gian lận không lường gạt... đã xảy ra trong một cộng đồng không được tổ chức và không được bảo vệ bởi những tên côn đồ và phiếu bầu từ San Francisco" tên là Belmont. Các kết quả bầu cử đã được tuyên bố là bất hợp pháp và chính quyền quận đã được chuyển đến Redwood City, với đất được tặng từ Pulgas Grant ban đầu cho chính quyền quận vào ngày 27 tháng 2 năm 1858. Vị trí của thành phố Redwood là quận lỵ được duy trì trong hai cuộc bầu cử tiếp theo vào tháng 5 năm 1861 và 9 tháng 12 năm 1873, đánh bại San Mateo và Belmont. [9] Một cuộc bầu cử khác vào tháng 5 năm 1874 đã đặt tên San Mateo là quận hạt, nhưng tòa án tối cao của bang đã lật đổ cuộc bầu cử vào ngày 24 tháng 2 năm 1875 và quận ở Redwood City kể từ đó.
Hạt San Mateo có tên tiếng Tây Ban Nha cho Saint Matthew. Là một địa danh, San Mateo xuất hiện từ năm 1776 và một số đặc điểm địa lý địa phương cũng được chỉ định là San Mateo trên các bản đồ đầu tiên bao gồm: một khu định cư, một nhánh sông, một mũi đất đâm vào Thái Bình Dương (Point Montara) và một vùng đất rộng (Rancho San Mateo). Cho đến năm 1850, tên này xuất hiện như San Matheo.

## Địa lý
Theo Cục điều tra dân số Hoa Kỳ, quận có tổng diện tích 741 dặm vuông (1.920 km2), trong đó 448 dặm vuông (1.160 km2) là đất và 293 dặm vuông (760 km2) (40%) là nước. Đây là quận nhỏ thứ ba ở California theo diện tích đất. Một số bến bờ chảy ra phía đông của quận bao gồm San Bruno Creek và Colma Creek. Các dòng suối nước phía tây bao gồm Frenchmans Creek, Pilarcitos Creek, Naples Creek, Arroyo de en Medio và Denniston Creek. Những con suối này bắt nguồn từ phía bắc dải núi Santa Cruz chạy qua quận. Các khu vực phía bắc và đông bắc của hạt có mật độ dân số rất đông đúc với các khu vực đô thị và ngoại ô, với nhiều thành phố như các thành phố cạnh vùng Vịnh, trong khi các khu vực sâu Nam và Tây của hạt ít Đông đúc với nhiều môi trường nông thôn và các khu vực bãi biển ven biển.